# أنابورنا
أنابورنا (السنسكريتية، النيبالية، النيوارية: अन्नपूर्णा) هو نجد في جبال الهيمالايا في شمال وسط نيبال ويضم قمة واحدة يزيد ارتفاعها عن 8,000 متر (26,000 قدم)، وثلاثة عشر قمة يزيد ارتفاعها عن 7,000 متر (23,000 قدم)، وستة عشر قمة يزيد ارتفاعها عن 6,000 متر (20,000 قدم). ويبلغ طول السلسة حوالي 55 كيلومترا (34 ميلا)، ويحدها ممر كالي غانداكي من الغرب، ونهر مارشيانغدي من الشمال والشرق، ووادي بوخارا من الجنوب، كما يوجد على الطرف الغربي لها حوضا عاليا يسمى محمية أنابورنا، ويعد جبل أنابورنا 1 الرئيسي عاشر أعلى جبل في العالم بارتفاع 8091 متر (26,545 قدم) فوق مستوى سطح البحر.
يقع النجد بأكمله والمنطقة المحيطة به داخل محمية أنابورنا التي تبلغ مساحتها 7,629 كيلومتر مربع (2,946 ميل مربع)، أول وأكبر محمية في نيبال. المحمية هي مقصد لعدة رحلات سياحية، بما في ذلك ملجأ أنابورنا وجولة أنابورنا.
عرفت قمم أنابورنا في تاريخها بأنها من بين أخطر الجبال في العالم لمتسلقي الجبال، رغم أن جبل كانغشينجونغا في التاريخ الحديث (منذ التسعينات) له معدل وفيات أعلى. بحلول مارس 2012، كانت هناك 191 عملية صعود إلى قمة أنابورنا 1 مين، و61 حادث وفاة على الجبل. النسبة بين الوفيات وبلوغ القمة هي 32٪ وهي أعلى من أي من القمم فوق ثمانية آلاف متر. ويعتبر الصعود عبر الوجه الجنوبي على وجه الخصوص هو الأصعب بين كل عمليات التسلق. في أكتوبر 2014، قتل ما لا يقل عن 43 شخصا نتيجة العواصف الثلجية والانهيارات الثلجية في أنابورنا وحولها، في أسوأ كارثة تسلق في نيبال.
أنابورنا هو اسم (مؤنث) سنسكريتي يعني حرفيا «المليئة بالطعام»، ولكن يترجم عادة «إلهة الحصاد». وفقا للباحث ديفدوت باتانيك، فإن أنابورنا ديفي هي «... إلهة المطبخ العالمية والخالدة... الأم التي تغذي، وبدونها تأتي المجاعة والخوف في العالم: وهذا يجعل أنابورنا إلهة عالمية... يقع مزارها في فاراناسي على ضفاف نهر الغانج». وأدت علاقتها مع منح الغذاء (الثروة) إلى تحولها إلى لاكشمي إلهة الثروة.